# Tahkosaari (ö i Mellersta Finland, Jyväskylä, lat 62,00, long 25,68)
Tahkosaari är en ö i Finland.   Den ligger i kommunen Jyväskylä i den ekonomiska regionen  Jyväskylä ekonomiska region  och landskapet Mellersta Finland, i den södra delen av landet, 210 km norr om huvudstaden Helsingfors.